# Krążownik torpedowy

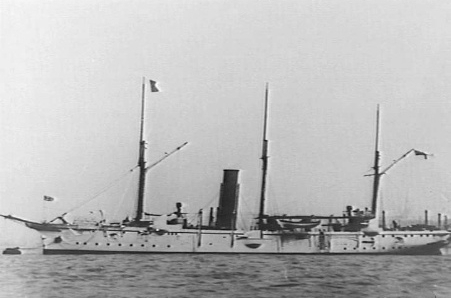
HMS "Archer"

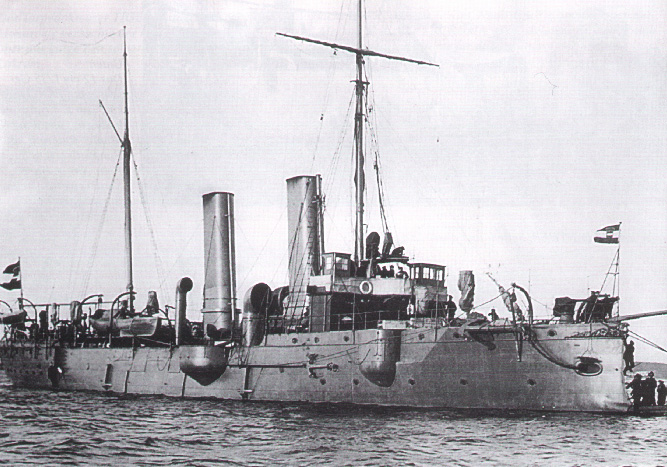
SMS "Panther" (Austro-Węgry)

Krążownik torpedowy – klasa okrętów średniej wielkości, powstała pod koniec XIX wieku, przeznaczona do takich celów, jak ochrona floty przed torpedowcami, przeprowadzanie ataków torpedowych na większe jednostki w składzie zespołów floty, czy zadania zwiadowcze i rozpoznawcze.  Okręty tego typu miały zazwyczaj wyporność w granicach 700-2000 ton, były uzbrojone w podwodne lub nadwodne wyrzutnie torpedowe i kilka armat średniego kalibru (do 152 mm), niektóre z nich miały także wbudowany podwodny taran.  Nie były opancerzone lub miały jedynie cienki wewnętrzny pokład pancerny według schematu krążowników pancernopokładowych. Zostały wycofane w większości z użycia już na początku XX wieku w miarę rozwoju kontrtorpedowców. Ich wspólnym  niedostatkiem była zbyt niska prędkość, utrudniająca przechwytywanie torpedowców oraz wykonywanie ataków torpedowych. Pojedyncze jednostki, zwłaszcza w mniejszych flotach, przetrwały do okresu po II wojnie światowej.
Stanowiły najmniejsze z krążowników. Często krążowniki torpedowe, zwłaszcza mniejsze, są utożsamiane z kanonierkami torpedowymi, przy tym rozróżnienie między oboma klasami nie jest jednoznaczne i zależy od klasyfikacji w danym państwie. W niektórych państwach krążownikami torpedowymi nazywano okręty większe od kanonierek torpedowych, jak np. w Wielkiej Brytanii, w której jednak nazwa klasy krążowników torpedowych (torpedo cruiser) istniała tylko kilka lat w latach 80. XIX wieku, po czym przeklasyfikowano je na krążowniki III klasy. W Rosji wyróżniano tylko krążowniki torpedowe (minnyj kriejsier), jednakże odpowiadały one w rzeczywistości wielkością (400-750 ton) kanonierkom torpedowym i tak są określane w literaturze. W niektórych krajach okręty odpowiadające wielkością i uzbrojeniem krążownikom torpedowym określane były jako awizo, np. Niemczech, Japonii i Francji, a w Austro-Węgrzech -  jako "okręty torpedowe" (Torpedoschiff, obok kanonierek torpedowych Torpedofahrzeug). Nazwa klasy krążowników torpedowych, oprócz Wielkiej Brytanii, istniała m.in. we Włoszech (incrociatore torpediniere), Turcji (torpido-kruvazör, obok kanonierek torpedowych torpido gambot) i Szwecji (Torpedkryssare). 

## Przykładowe charakterystyki
| Nazwa (typ)      | Państwo / rok wejścia do służby | wyporność (norm.) | długość / szerokość, m. | uzbrojenie (liczba x kaliber dział)                                 | moc, KM prędkość, w. | uwagi                                                          |
| Zara             | Austro-Węgry 1881               | 883 t             | 62,71 / 8,2 m           | 4x90 mm, 1x66 mm, 5x47 mm, 2x25 mm, 4 wt 350 mm                     | 1800 KM 14 w         | Klasyfikowane jako okręt torpedowy                             |
| Blitz            | Niemcy 1883                     | 1463 t            | 78,4 / 9,9 m            | 1x125 mm, 4x87 mm, 1 wt 350 mm (1 stała) późn. 8x88 mm, 3 wt 350 mm | 2800 KM 16 w         | Klasyfikowane jako awizo                                       |
| Condor           | Francja 1886                    | 1229 t            | 68 / 9 m                | 5x100 mm, 4x47 mm, 6x37 mm, 4 wt 356 mm                             | 3000 KM 17,5 w       | pokład pancerny                                                |
| Panther          | Austro-Węgry 1886               | 1557 t            | 73,19 / 10,39 m         | 2x120, 10x47 mm, 2 wt 350 mm                                        | 5940 KM 18,4 w       | lekki pokład pancerny. Klasyfikowane jako okręt torpedowy      |
| Lejtienant Iljin | Rosja 1887                      | 714 t             | 72,3 / 7,4 m            | 7x47 mm, 6x37 mm, 7 wt 381 mm (5 stałych)                           | 3500 KM 20,8 w       | [ 7 ]                                                          |
| HMS Archer       | Wlk. Bryt. 1888                 | 1770 t            | 73,15 / 10,97 m         | 5x150 mm, 8x47 mm, 3 wt 356 mm                                      | 3500 KM 17 w         | 8 okrętów i 2 wcześniejszego typu Scout; lekki pokład pancerny |
| Partenope        | Włochy 1890                     | 821 t             | 73,1 / 8,2 m            | 1x120 mm, 6x57 mm, 3x37 mm, 5 wt 450 mm                             | 3884 KM 18 w         | 8 okrętów                                                      |
| Kazarskij        | Rosja 1890                      | 432 t             | 60,2 / 7,4 m            | 6x47 mm, 3x37 mm, 2 wt 381 mm (1 stała)                             | 3500 KM 22 w         | faktycznie kanonierki torpedowe, projektu niemieckiego         |
| Örnen            | Szwecja 1897                    | 800 t             | 69,2 / 8,2 m            | 2x120 mm, 4x57 mm, 1 wt 380 mm                                      | 4000 KM 20 w         | 5 okrętów, lekki pokład pancerny                               |
| Nadeżda          | Bułgaria 1898 wod.              | 715 t             | 67 / 8,3 m              | 2x100 mm, 2x65 mm, 2x47 mm, 2 wt                                    | 2600 KM 18 w         | Budowy francuskiej, klasyfikowana jako krążownik               |
| Agordat          | Włochy 1900                     | 1350 t            | 91,6 / 9,3 m            | 12x76 mm, 2 wt 450 mm                                               | 8000 KM 22 w         | [ 10 ] [ 13 ]                                                  |
| Peyk-i Şevket    | Turcja 1907                     | 775 t             | 80 (mp.) / 8,4 m        | 2x105 mm, 6x57mm, 2x37mm, 3 wt 450 mm                               | 5100 KM 22 w         | 2 okręty, klasyfikowane jako krążowniki torpedowe              |
| Uruguay          | Urugwaj 1910                    | 1400 t            | 84,8 / 9,5 m            | 2x120 mm, 4x76mm, 6x37mm, 2 wt 450 mm                               | 8000 KM 23 w         | budowy niemieckiej, klasyfikowany jako krążownik               |